# 東西庵南北
東西庵 南北（とうざいあん なんぼく、生年不明‐文政10年（1827年））とは江戸時代の戯作者、浮世絵師、木版彫師。

## 来歴
朝倉氏、名は藤八。一説には力蔵とも言われる。戯作名も東西庵南北。また、葛飾偶人、六極園、梅山人南北、阡陌園とも号す。吾妻橋手前竹町に住んでいたが、後に芝金杉町に移住した。また、『江戸方角分』によると文化14年から文化15年頃、大和町にも住すという。文化期から没年まで作画もしたが、専ら主に戯作に筆を振るった。喜多川歌麿の影響を受けた美人画や読本の挿絵を描いている。

## 作品
- 「五節句 角海老屋内大勢」 大判 錦絵
- 『弥生佐久羅』 読本 一溪翁野人作 文政7年
- 『浮世心学夜見世濫觴』 読本 自画作 文政7年